# Joaquín Pardavé

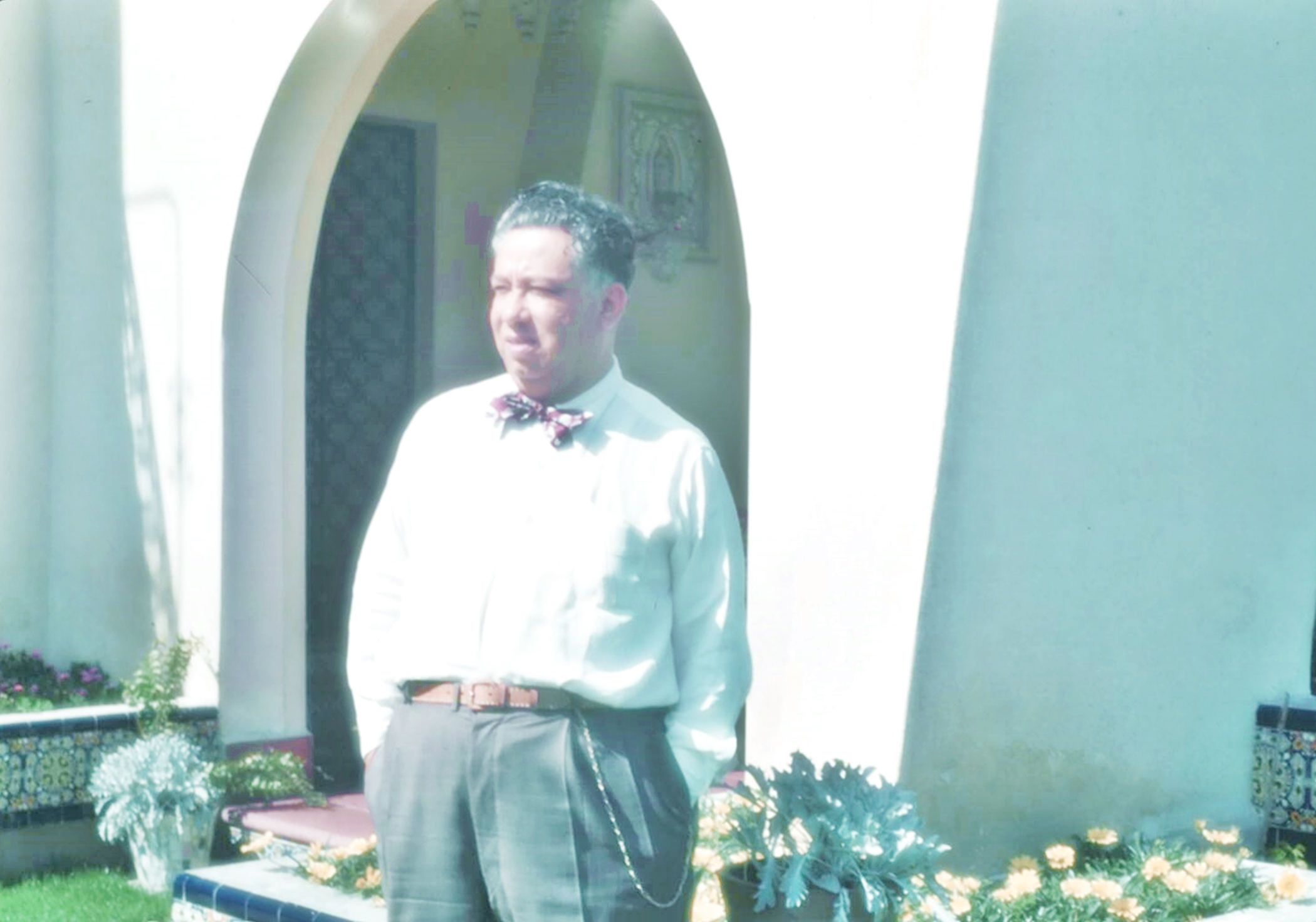
Joaquín Pardavé (1951)

Joaquín Pardavé Arce (* 30. September 1900 in Pénjamo im Bundesstaat Guanajuato; † 20. Juli 1955 in Mexiko-Stadt) war ein mexikanischer Schauspieler, Regisseur, Drehbuchautor und Songwriter.
Joaquín Pardavé wurde als Sohn des Schauspielers Joaquín Pardavé Bernal und der Zarzuela-Sängerin Delfina Arce Contreras. Schon als Kind stand er auf der Bühne und begann er zu komponieren. Nach dem Tod der Mutter arbeitete er, um zum Unterhalt der Familie beizutragen, als Telegraphiegehilfe, bis ihn sein Onkel Carlos Pardavé als Schauspieler in der Zarzuela Los hijos del Capitán Grant unterbrachte. Am Theater lernte er seine künftige Frau Soledad Rebollo kennen, die er 1925 heiratete und für die er Lieder wie Plegaria, Bésame en la boca, Negra consentida und Varita de Nardo komponierte.
Seine Laufbahn als Filmschauspieler begann er 1919 mit dem Stummfilm Viaje redondo. Er wirkte dann in einer Reihe von frühen Tonfilmen mit wie El águila y el nopal (1929), Águilas Frente al sol (1932), La zandunga (1937), La tía de las muchachas (1938)  und En tiempos de Don Porfirio (1939). Seine größten Erfolge hatte er in den 1940er Jahren in El baisano Jalil (1942), México de mis recuerdos (1944) und Ojos de juventud (1948). El baisano Jalil  war zugleich sein Debütfilm als Regisseur. Insgesamt wirkte er an mehr als einhundert Filmen als Schauspieler, Regisseur oder Komponist mit. Daneben trat er auch weiterhin am Theater auf. Nachdem er am 20. Juli 1955 plötzlich an einem Schlaganfall gestorben war, kamen hartnäckige Gerüchte auf, er sei lebend begraben worden.